# Borrichia
Borrichia es un género de plantas fanerógamas perteneciente a la familia de las asteráceas.  Comprende 8 especies descritas y de estas, solo 4 aceptadas.

## Taxonomía
El género fue descrito por Augustin Pyrame de Candolle y publicado en Familles des Plantes 2: 130. 1763. La especie tipo es Borrichia frutescens (L.) DC.		

## Especies aceptadas
A continuación se brinda un listado de las especies del género Borrichia aceptadas hasta julio de 2012, ordenadas alfabéticamente. Para cada una se indica el nombre binomial seguido del autor, abreviado según las convenciones y usos.
- Borrichia arborescens (L.) DC. - Verdolaga de la mar[4]
- Borrichia × cubana Britton & S.F.Blake
- Borrichia frutescens (L.) DC.
- Borrichia peruviana (Lam.) DC.